# Kiwanis

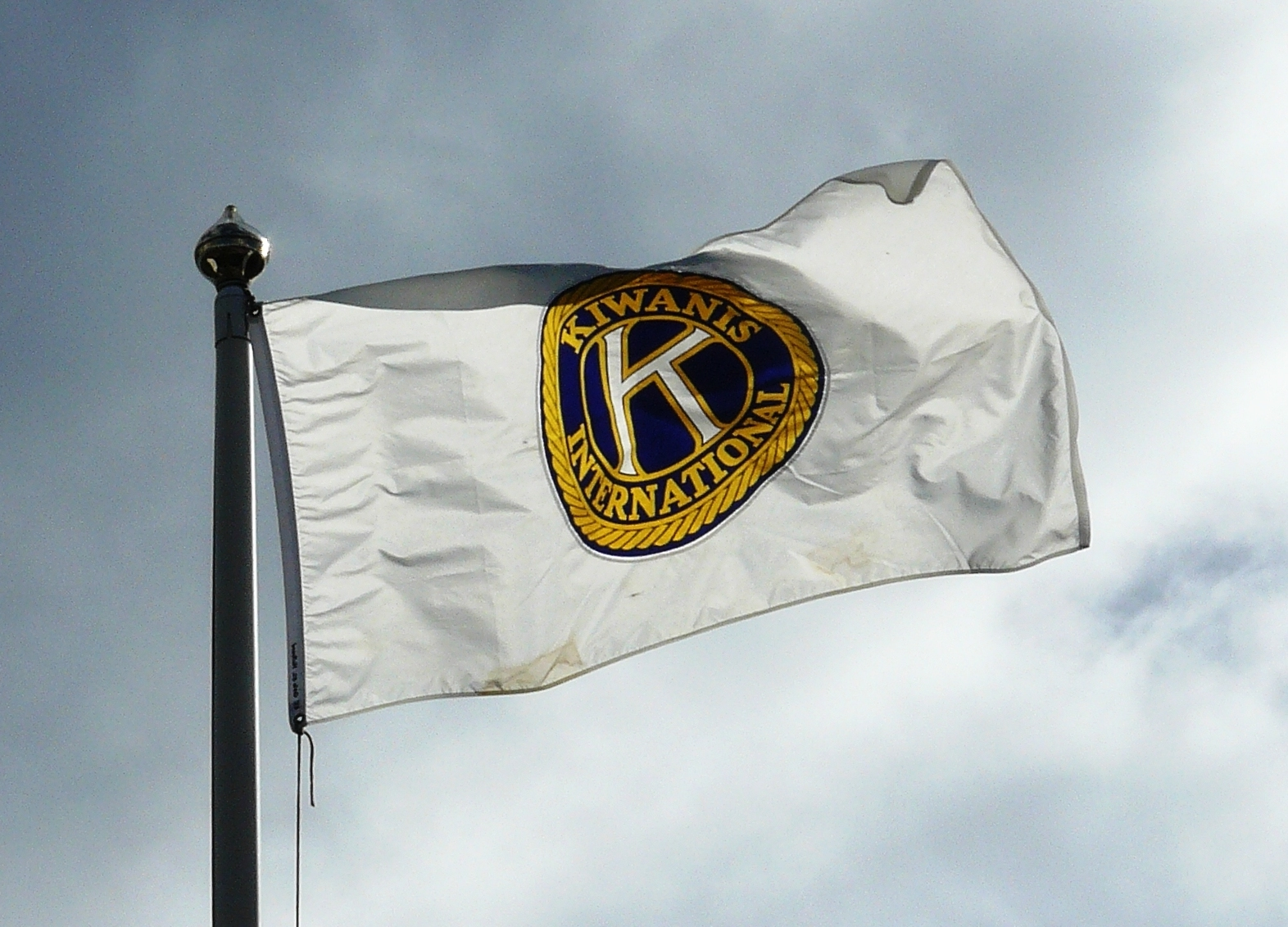
Bandiera del Kiwanis

Kiwanis International è un club di servizio internazionale, cioè un'organizzazione no-profit di volontari i cui membri si incontrano regolarmente per intrattenere rapporti di amicizia e nel contempo si impegnano per il bene degli altri eseguendo opere di carità sia personalmente che per mezzo di raccolta di fondi.
Fondato nel 1915, è attualmente aperto a membri dei due sessi. La sua sede principale è a Indianapolis (Indiana) negli Stati Uniti. Comprende approssimativamente 8.000 club in 96 nazioni con più di 260.000 membri adulti.
Il nome “Kiwanis” significa “noi commerciamo” o “noi condividiamo i nostri talenti” è stato coniato da un'espressione nella lingua Otchipew degli indiani d'America, “Nunc Kee-wanis” che significa “Buona giornata”, “facciamo rumore” o, sotto un'altra costruzione “Commerciamo o facciamo pubblicità”.
Questo era originariamente il motto del Kiwanis, tradotto in "Noi costruiamo". Il motto corrente è "Serving the children of the world" che significa “Serviamo i bambini del mondo”.
Il Kiwanis International è diretto da un Consiglio di Fondazione, da un Presidente Internazionale e da altri ufficiali. Questi ufficiali sono eletti in occasione della convention annuale del Kiwanis International. Ci sono decine di distretti amministrativi, ognuno guidato da un governatore, e nei distretti vi sono divisioni più piccole, che comprendono 12-20 club guidate da un vice governatore.

## Definizione
Il Kiwanis è un'organizzazione globale di volontari dedicata a cambiare il mondo, un bambino e una comunità per volta.

## Obiettivi
Il Kiwanis ha adottato sei "obiettivi" per guidare le sue attività:
- Assicurare il primato dei valori umani e spirituali sui valori materiali.
- Incoraggiare l'applicazione quotidiana della Regola d'oro in tutte le relazioni umane.
- Promuovere l'adozione e l'applicazione di un'alta deontologia nella vita sociale, professionale e negli affari.
- Propagare con la parola e l'esempio, in una maniera riflessiva, attiva ed efficace, il precetto di servizio verso gli altri.
- Provvedere, attraverso il club, ad un pratico mezzo per formare amicizie stabili, per rendere un servizio altruistico e per costruire una comunità migliore.
- Contribuire a creare e a mantenere fra gli uomini una sana concezione della vita e un nobile idealismo capace di stimolare l'onestà, la giustizia, il patriottismo e la buona volontà.

Regola d'oro:
« Comportati verso gli altri come tu vorresti che gli altri si comportassero con te.»

## Storia
L'organizzazione è stata fondata il 21 gennaio, 1915, a Detroit (Michigan), da Joseph G. Prance (un sarto) e Allen S. Browne (un organizzatore professionale di fraternità). Nel mese di agosto 1914, Browne suggeriva a Prance l'idea di un club di uomini d'affari e professionisti, e dei benefici sociali e commerciali che ne derivavano. Prance fu conquistato dall'idea, e nel 1915 fu fondato il Kiwanis Club di Detroit, Michigan. Il Kiwanis divenne internazionale con l'organizzazione del Kiwanis Club di Hamilton, Ontario, Canada, nel 1916. Il Kiwanis ha limitato la sua attività agli Stati Uniti e al Canada fino al 1962, quando è stata approvata l'espansione a livello mondiale. Da allora, il Kiwanis si è diffuso a tutti i continenti abitati del globo.
Lo scopo iniziale del Kiwanis è stato quello dello scambio commerciale tra i membri e per servire i poveri. Il dibattito se concentrarsi sulla creazione di reti o di servizi è stato risolto nel 1919, quando il Kiwanis ha adottato un servizio incentrato sulla missione. Ogni anno, i club sponsorizzano circa 150.000 progetti di servizio e attuano una raccolta di più di 107 milioni di dollari. Come progetto globale, in coordinamento con l'UNICEF, i membri del club hanno contribuito per più di 80 milioni di dollari al programma per l'eliminazione a livello mondiale della carenza di iodio e dei disturbi IDD, la principale causa prevenibile di ritardo mentale.
Fino al 1988 l'organizzazione accettava solo uomini come soci. Per azione della Convenzione internazionale del 1987, le regole sono state modificate per ammettere anche le donne. Attualmente le donne costituiscono circa il 22% degli iscritti totali.

## Servizio
Il Kiwanis cerca di servire i bambini e i giovani con due approcci.
Il primo cerca di migliorare la qualità della vita direttamente attraverso attività di promozione della salute, dell'istruzione, ecc. Il secondo cerca di incoraggiare la leadership e il servizio tra i giovani. Nel perseguire quest'ultimo l'obiettivo, il Kiwanis ha costituito 7.000 club di servizio giovanili, con quasi 320.000 soci giovani.
I soci del Kiwanis hanno cercato di dare riparo ai senzatetto, nutrire gli affamati, sostenere le persone svantaggiate, e curare i malati. Hanno costruito campi da gioco e hanno raccolto fondi per la ricerca pediatrica.
Nel 2007, al braccio finanziario di beneficenza, Fondazione del Kiwanis International, è stato assegnato il rating massimo da parte di un valutatore indipendente.

## Kiwanis Family
Il Kiwanis offre opportunità di leadership e di servizio per i giovani attraverso i suoi Service Leadership Programs.

### Key Club
Il Kiwanis ha fondato e sostiene il Key Club International. Iniziato a Sacramento (California), nel 1925, il Key Club è il più antico e più grande programma di servizio per gli studenti delle scuole superiori al mondo. Ci sono circa 5.000 Key Club, principalmente negli Stati Uniti e in Canada, ma anche in America centrale e meridionale, nelle nazioni dei Caraibi, in Asia e in Australia. L'adesione in tutto il mondo è più di 250.000 studenti delle scuole superiori.